# 長光
長光（ながみつ）は、鎌倉時代後期の備前国（岡山県）長船派（おさふねは）の刀工。長船派の祖・光忠の子とされる。国宝の「大般若長光」をはじめ、華やかな乱れ刃を焼いた豪壮な作から直刃まで作行きが広く、古刀期においてはもっとも現存在銘作刀が多い刀工の一人である。

## 概要
備前国は古来刀剣の産地として名高く、現在の岡山県南部にあたる吉井川流域では古備前派から派生した長船派、畠田派、福岡一文字、吉岡一文字、吉井派などの刀工が存在した。鎌倉時代 - 室町時代を中心に活動した。長船派は現在の岡山県瀬戸内市長船町に居住した一派で、多くの著名刀工を輩出した。長光は一派の祖・古備前光忠の子とされる。『古今銘尽』等の古伝書は長光には同名2代あったとし、「左近将監長光」と銘するものを2代とするのが通説であった。正応2年（1289年）銘太刀のほか、永仁、正安、嘉元（1303 – 1306年）などの年号を銘に切る作刀があり、近世以来の通説ではこれらを2代長光の作とする。ただし、近年の研究では長光の作刀期間は約30年間であり、「左近将監」銘も含め1代限りと見る説が有力である。長光の弟子とされる者に、子息の景光、真長（さねなが）、長元、真光、近景らがおり、長光銘の後期作にはこれらの弟子の代作も含まれていることが指摘されている。なお、長光と同時代の備前刀に「順慶」と銘するものがあって、通説では「順慶」は初代長光の老後の法名とされていたが、作風の相違から、現代では長光と「順慶」は別人とされている。

## 作風
長光は、古刀期においては現存在銘作刀がもっとも多い刀工の一人で、文化財指定を受けたものだけでも国宝6点、重要文化財28点、重要美術品36点が存在する。弟子の代作と思われる遺作が数多く存在するが、出来は一定水準を保っている。銘は「長光」二字銘のほか、「備前国長船住」等と居住地を明記したもの、「左近将監長光」と銘したものなどがあり、「左近将監」銘は後期作に属する。
- 造り込み - 太刀のほか小太刀、短刀、薙刀、剣などを見るが、短刀の作は極めて稀である。姿は鎌倉末期の姿で、腰反深く先にいって伏せごころがないもので、身幅、切先とも尋常である。しかし、親の光忠と同様な鎌倉中期姿の豪壮な太刀も見られる。
- 地鉄 - 小板目肌よく詰み、乱れ映りが立つ。
- 刃文 - 作域は幅広く、先代光忠の作風を受けた華やかな蛙子丁子（かわずこちょうじ）、重花丁子（じゅうかちょうじ）を交えた豪壮華麗なもの（大般若長光、遠江長光に代表される）から、浅い湾れに長光独特のむっくりした互の目風丁子を交えた尋常な作、陽明文庫蔵の太刀のような直刃（すぐは）調の作もある。帽子に特徴があり、横手からやや湾れる。これを「三作帽子」と呼び、長光の弟子に見られる。

刀剣鑑賞用語の補足
- 沸（にえ）・匂（におい） - 沸も匂も冶金学上は同じ組織であるが、刀剣鑑賞においては刃文を構成する鋼の粒子が肉眼で1粒1粒見分けられる程度に荒いものを沸、1粒1粒見分けられず、ぼうっと霞んだように見えるものを匂と称する。沸と同様のものが地の部分に見えるものを地沸と称する。
- 映り（うつり） - 地の部分に刃文とほぼ平行して影のように見えるもので、備前刀の見所の一つである。

## 代表作
国宝

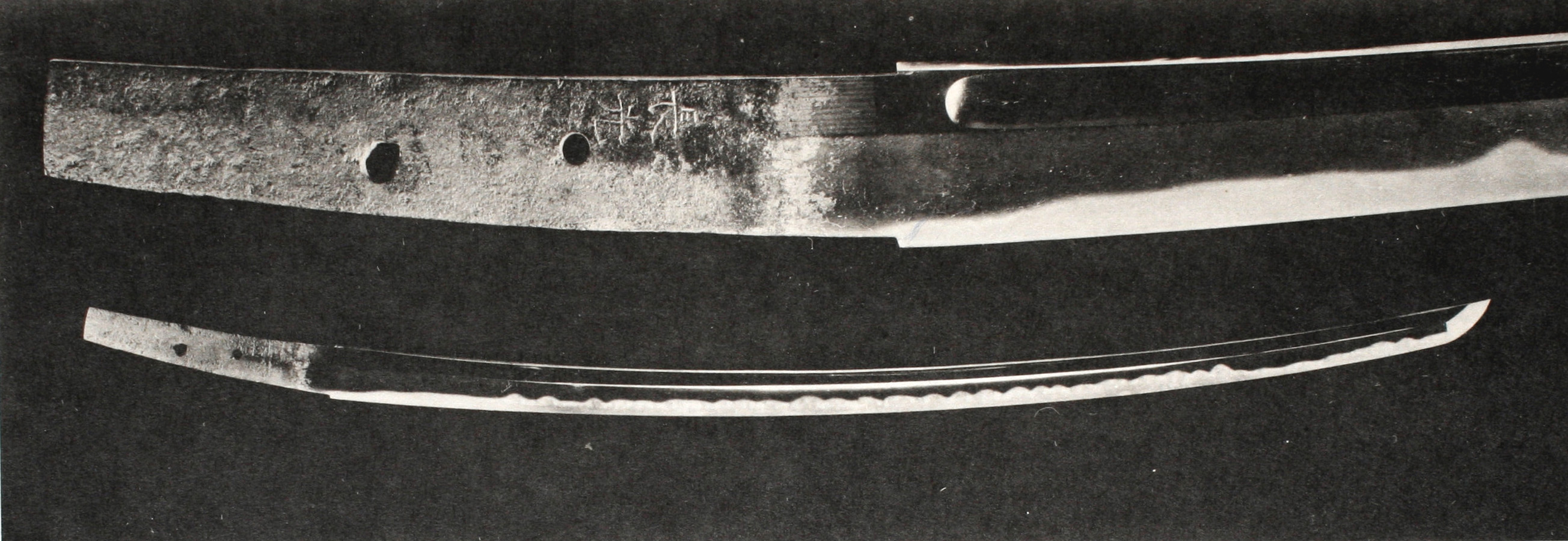
太刀 銘長光（大般若長光）

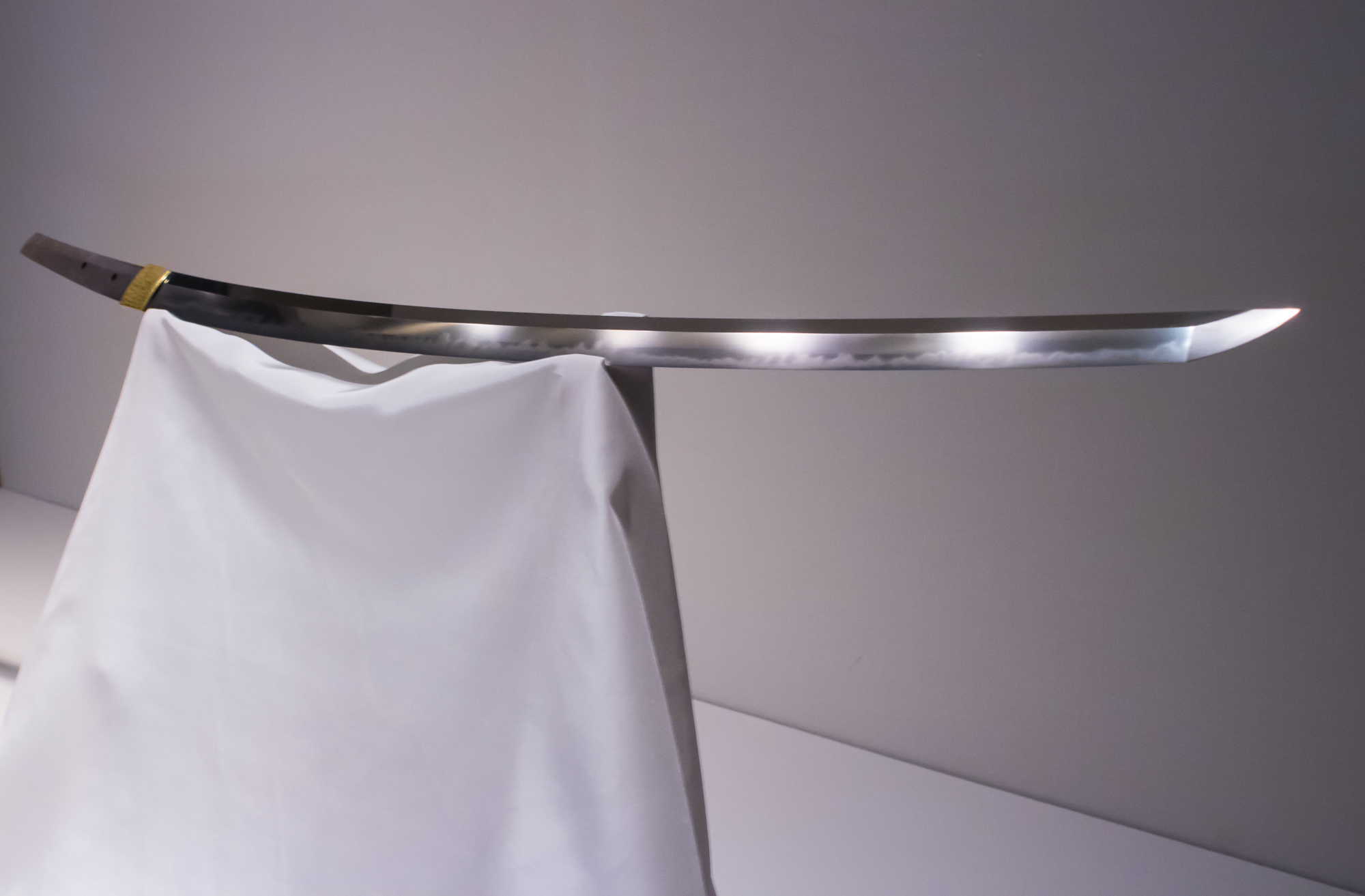
太刀 銘長光（東京国立博物館蔵、1955年国宝指定）

- 太刀 銘長光（名物大般若長光）（東京国立博物館）足利幕府ゆかりの名物として古来名高いもので、腰反り深く踏ん張りがつき、猪首切先の鎌倉時代中期の体配となる。乱れ映り立ち、刃文は重花丁子を交え、焼きに高低がついた絢爛豪華な作風を示す。「大般若」の号は、この太刀に銭600貫の値がついたことから、大般若経600巻にちなんで付けられたもの。長篠の合戦時に長篠城を守り抜いた奥平信昌へ徳川家康が恩賞として与えた。茎（なかご）は切り詰め。
- 太刀 銘長光（東京国立博物館、1955年国宝指定）
- 太刀 銘長光（名物津田遠江長光）（愛知・徳川美術館）重花丁子に蛙子丁子を交えた華麗な刃文を焼き最も華やかな作として知られる。元・織田信長の所蔵であったものを明智光秀が略取し、家老の津田遠江に与えたところから「遠江」の称がある。後に津田遠江の子孫から前田利長に献上。松姫の尾張家輿入れの際、同家にもたらされ、一時徳川将軍家の所蔵となった後、尾張家に戻り、現在に至る。茎は磨上。
- 太刀 銘備前国長船住左近将監長光造（岡山・林原美術館）
- 太刀 銘熊野三所権現長光（大阪・法人蔵）九鬼氏伝来。長光の最も典型的な作風で、湾れに互の目丁子を交える。
- 薙刀 銘備前国長船住人長光造（静岡・佐野美術館）

重要文化財
- 太刀 銘備前国長船住左近将監長光造／正応二年十月（岡山・林原美術館）1289
- 太刀 銘備前国長船住長光作 正安二年二月吉日（所在不明）、正安2年は1300年、『国宝・重要文化財大全』に刀身の写真なし。
- 太刀 銘長光（東京国立博物館）
- 太刀 銘長光（東京・日枝神社）
- 太刀 銘備州長船住長光（東京・日枝神社）
- 太刀 銘長光（東京・根津神社）
- 太刀 銘長光（神奈川・鶴岡八幡宮）
- 太刀 銘長光（石川・白山比咩神社）
- 太刀 銘長船住人長光（静岡・大歳御祖神社）
- 太刀 銘備前国長船長光造（愛知・徳川美術館）
- 太刀 銘長光（愛知・熱田神宮）
- 太刀 銘長光（愛知・滝山東照宮）
- 太刀 銘長光（京都国立博物館）
- 太刀 銘長光（京都・陽明文庫）
- 赤銅造太刀 中身銘備前国長船住長光（奈良・手向山八幡宮）
- 太刀 銘長光（岡山県立博物館蔵）1942年指定、長らく個人蔵だったもの。
- 太刀 銘長光（香川・金刀比羅宮）
- 太刀 銘長光（熊本・阿蘇神社）第二次大戦後連合国軍により接収され、以後の所在不明。写真なし
- 太刀 銘長光（所在不明）1933年指定
- 太刀 銘長光（個人蔵）1938年指定
- 太刀 銘長光（号高木長光）（所在不明）1940年指定、上杉家伝来。金梨地合口拵え付
- 太刀 銘長光（個人蔵）1956年指定
- 太刀 銘長光（個人蔵）1956年指定
- 刀金象嵌銘長光 磨上光徳（花押）本多安房守所持（個人蔵）
- 刀無銘 伝長光（個人蔵）1942年指定
- 薙刀 銘長光（東京国立博物館）旧御物。
- 剣 銘長光（福岡・株式会社御花）
- 剣 銘長光（愛知・津島神社）

文化庁による所在確認調査の結果、所在不明とされた物件については「所在不明」とした。